# Гемотафономия
Гемотафономия (от греческого haima - кровь, taphos - погребение и nomos - закон) - это наука, которая занимается цитоморфологией пятен крови[1]. Термин «Гемотафономия» был предложен в 1992 году каталонским биологом Policarp Hortolà и был вдохновлен словом «Тафономия», введенным в палеонтологии в 1940 году Иван Антонович Ефремов.
Поскольку объектом изучения гемотафономии является цитоморфология клеток крови, когда она находится в форме пятна, предметом ее исследования являются любые образцы, окрашенные кровью. Метод исследования гемотафономии - это анализ изображений светотени, полученных с помощью Растровый электронный микроскоп. Недавно было высказано предположение, что Конфокальная микроскопия может быть практической альтернативой сканирующей электронной микроскопии, когда не требуется очень высокий уровень детализации на поверхности пятен крови[2]. В частности, этот тип анализа исследует изменения внешнего вида и размера клеточных компонентов, а также свойства их положения и внешнего вида в зависимости от топографии поверхности и состава субстрата[3].
Задолго до появления первого коммерческого сканирующего электронного микроскопа в середине двадцатого века микроскопическое определение пятен крови время от времени проводилось в помощь судебной медицине, считая, что меноркский врач и химик Матьё Жозеф Орфила был первым, кто попытался это сделать. использование для этих целей оптического микроскопа[4]. Помимо чистой науки, прикладная гемотафономия направлена на использование пятен крови в качестве криминалистических или археологических доказательств[5][6]. Также, была предпринята попытка анализировать эритроциты используя Растровый электронный микроскоп плюс Энергодисперсионная рентгеновская спектроскопия в Туринская плащаница[7]. Он также использовался для изучения возможных остатков крови во фрагментах средневековых рукописей[8]. Гемотафономия ее не следует путать с анализом образца пятен крови[9][10].
Кровь позвоночных и морфология эритроцитов млекопитающих в теле и в пятнах
Кровь позвоночных (то есть «кровь» в строгом смысле слова) - это суспензия клеток в жидкой среде (плазме). В этой ткани присутствуют три типа клеток: эритроциты (красные кровяные тельца), лейкоциты (белые кровяные тельца) и тромбоциты (тромбоциты у млекопитающих).
В отличие от других позвоночных, у млекопитающих есть эритроциты без ядра (акариоциты). Как исключение для других позвоночных, саламандры семейства Plethodontidae имеют определенную долю энуклеированных эритроцитов, при этом виды Batrachoseps attenuatus содержат почти 95% акариоцитов[11]. Точно так же у костистых Maurolicus muelleri энуклеированы эритроциты[12].
Из-за отсутствия ядра типичные эритроциты млекопитающих имеют форму двояковогнутых дисков (дискоцитов). Это не относится к семейству Camelidae, где эритроциты имеют овальную форму (овалоциты). Другие физиологические формы, которые появляются в небольшом количестве или являются патологическими, - это эхиноциты (клетки в форме плода джимсона), дакриоциты (клетки в форме слезы), шизоциты (сломанные клетки), кератоциты (клетки в форме рога), серп клетки (серповидные клетки) и многие другие.
Большинство эритроцитов в пятнах крови имеют морфологию с теми, что описаны в гематологии. Однако две морфологии эритроцитов обусловлены феноменом высыхания крови, поэтому их можно рассматривать как характерные морфологии пятен крови (по крайней мере) млекопитающих, и поэтому они не обнаруживаются в физиологических условиях. Это два способа[13]:
•         Гекатоциты (луноидные формы, связанные с взаимодействием эритроцитов с плазмой при сушке; этимологически от Геката).
•         Яноциты (отрицательные реплики, связанные с отпечатком матрикса сухой плазмы; этимологически от Янус).
Примечания
1 Bionity.com: «Haemotaphonomy» Архивная копия от 15 мая 2021 на Wayback Machine.
2 Policarp Hortolà: Microscopic imaging of human bloodstains: testing the potential of a confocal laser scanning microscope as an alternative to SEMs. Micron 130, 102821, 2020 (Corrigendum: Micron 132, 102842, 2020).
3 Policarp Hortolà: Human bloodstains on bone artefacts: an SEM intra- and inter-sample comparative study using ratite bird tibiotarsus. Micron 90, 5, 108–113, 2016.
4 Gran Enciclopèdia Catalana: «Hemotafonomia» Архивная копия от 6 июня 2021 на Wayback Machine [на каталонском языке].
5 Marziale Milani, Roberta Curia, Claudio Savoia: FIB/SEM haemotaphonomy: red blood cells identification in unprepared samples of forensic interest. Jacobs Journal of Forensic Science 1, 1, 1–8, 2015.
6 Luisa Mainou Cervantes, Silvia Antuna Bizarro, Teresa Fortoul Van der Goes, Luisa Straulino Mainou: Identificación de restos de tejidos humanos en instrumentos rituales prehispánicos de México [Идентификация останков человеческих тканей в доиспанских ритуальных инструментах Мексики; на испанском языке]. Intervención 15, 22–32, 2017.
7 Gérard Lucotte: Red Blood Cells on the Turin Shroud. Jacobs Journal of Hematology 4, 2, 024, 2017 Архивная копия от 24 апреля 2021 на Wayback Machine.
8 Marina Bicchieri, Flavia Pinzari: Discoveries and oddities in library materials. Microchemical Journal 124, 568-577, 2016 Архивная копия от 26 июля 2021 на Wayback Machine.
9 Solomon Moore: Science found wanting in Nation’s crime labs. The New York Times, 4 February 2009 Архивная копия от 9 марта 2021 на Wayback Machine.
10 Flora Graham: Daily briefing: Is blood-spatter science all it’s cracked up to be?. Nature Briefing, 13 December 2018.
11 Victor E. Emmel: Studies on the non-nucleated elements of the blood. II. The occurrence and genesis of non-nucleated erythrocytes or erythroblastids in vertebrates other than mammals. The American Journal of Anatomy 33, 2, 347–405, 1924.
12 Karl Georg Wingstrand: Non-nucleated erythrocytes in a teleostean fish Maurolicus mülleri (Gmelin). Zeitschrift für Zellforschung und Mikroskopische Anatomie 45, 2, 195–200, 1956 Архивная копия от 2 августа 2021 на Wayback Machine.
13 Policarp Hortolà: Red blood cell haemotaphonomy of experimental human bloodstains on techno-prehistoric lithic raw materials. Journal of Archaeological Science 29, 7, 733–739, 2002.
Ссылки

Policarp Hortolà: The aesthetics of haemotaphonomy. Stylistic parallels between a science and literature and the visual arts. Alicante: ECU, 2013